# أق كهريز (صالح أباد)
أق کهریز (بالفارسية: اق کهریز) هي قرية تقع في إيران في صالح آباد. يقدر عدد سكانها بـ 552 نسمة.